# 科学管理

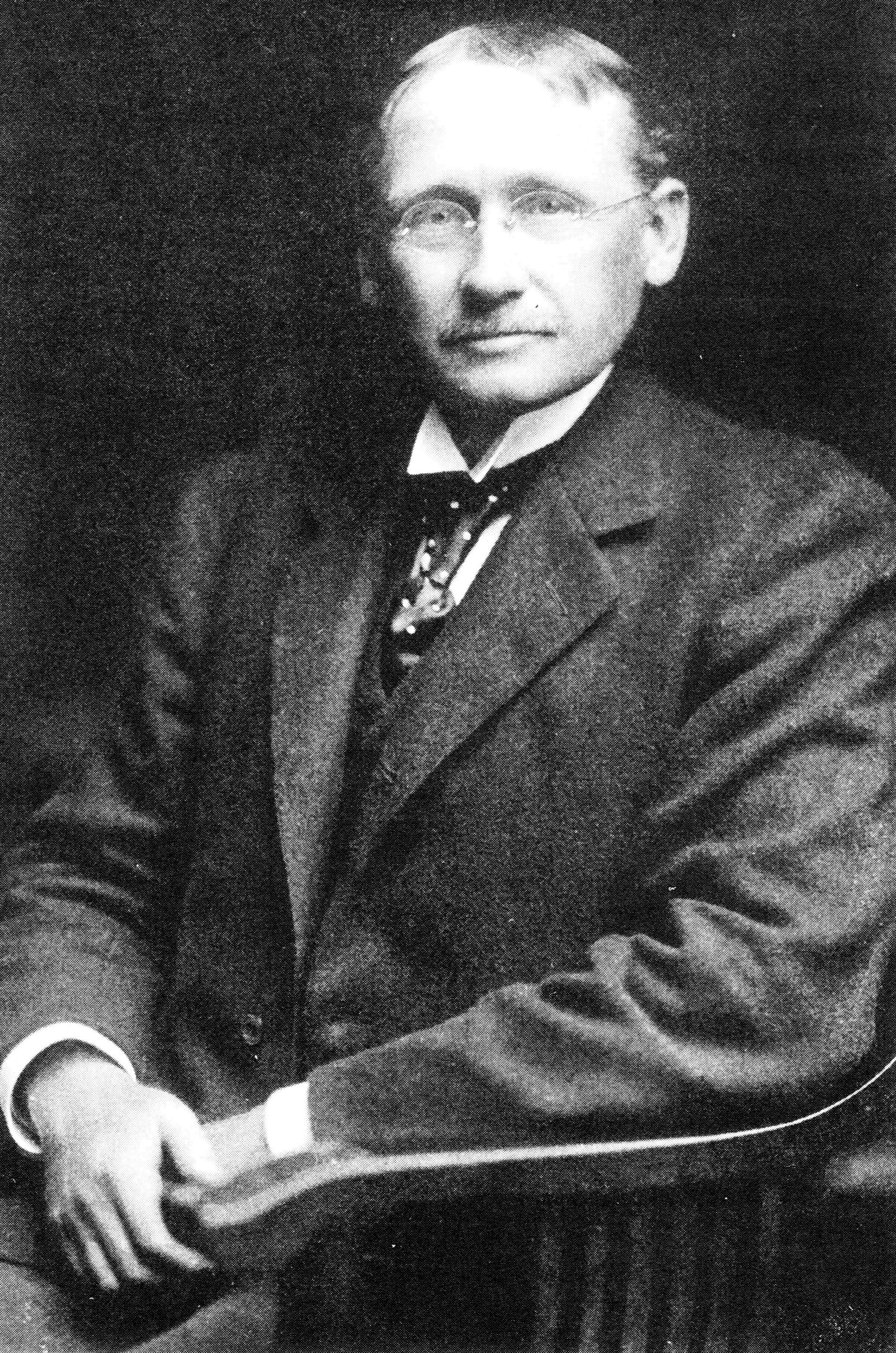
弗里德里克·温斯罗·泰勒(1856-1915)

科学管理（Scientific management）是藉由重新設計工作流程，對員工與工作任務之間的關係進行系統性的研究，以及透過標準化與客觀分析等方式，以使效率與生產量極大化。
19世紀末期，美国人弗雷德里克·温斯洛·泰勒提出来的管理理论，因此又称為“泰勒制”，是西方管理学理论的开创性肇端，在很多方面有所应用。
泰勒是第一位提出科學管理觀念的人，因此被尊稱為科學管理之父，他詳細為記錄每個工作的步驟及所需時間，設計出最有效的工作方法，並對每個工作制定一定的工作標準量，歸劃為一個標準的工作流程；將人的動作與時間，以最經濟的方式達成最高的生產量，因此又被稱為機械模式。

## 科學管理四原則
- 動作科學化
- 科學選擇工人原則
- 誠心合作原則
- 責任劃分原則

## 學說主張
- 論件計酬
- 工廠管理
- 時間研究
- 例外管理
- 專業分工

## 在人力资源管理方面

### 基本假设
假設工人只有經濟及肉體上的需要, 其他如社交及工作帶來的成就感是不存在或可忽略的。

### 人的形象
员工作为技术工具意义上的生产要素
(工人是寻找最佳方案或者以最佳方案工作的机器)

### 主要目的
提高人的劳动效能

### 管理工具
1. 在自然科学的方法协助下优化劳动执行
2. 完全彻底的劳动分工（劳动过程原子化）
3. 严格区分领导和执行职能活动
4. 通过古典组织理论进行补充，首先是强调给与任务的一致性原则
5. 发展和升级员工的特别的、特定职能活动的才能资格
6. 引入业绩相关的薪酬
7. 业绩来自才能资格和劳动条件

### 批评评论
1. 把人分开的“两类模型”，把人分为“决策者或决定因素”和其他的“执行的可操纵的物件”，把后者放在与生产手段和原材料同一个层面上。
2. 人的社会特性和他的需求与期望可能有利于最高可能的劳动生产率，但是被忽略了。
3. 中心前提“工作任务的相似性和重复性”在新的生产和服务概念中不再符合了。